# Ekierka

Ekierka prostokątna

Ekierka (fr.), trójkąt rysunkowy – prosty przyrząd kreślarski o kształcie trójkąta prostokątnego. Używana do kreślenia prostych prostopadłych i równoległych (do tego celu potrzebne są dwie ekierki). Niestosowana w profesjonalnym kreślarstwie jako za mało precyzyjny przyrząd.
Najczęściej spotyka się dwa typy ekierek:
- w kształcie trójkąta prostokątnego równoramiennego o kątach 45°, 45° i 90°, tzw. ekierka równoramienna
- w kształcie trójkąta prostokątnego o kątach 30°, 60° i 90°, tzw. ekierka prostokątna.

Złożenie obu powyższych typów ekierek pozwala na rysowanie linii pod kątem 75°, co jest przydatne przy ręcznym wykonywaniu pisma technicznego pochyłego, a także 105°, 120°, 135° i 150°, co nie ma większego praktycznego zastosowania.